# Patyčinka
Patyčinka (staminodium) je zakrnělá tyčinka, zpravidla bez prašníku, která ztratila schopnost vytvářet pyl. Staminodia jsou často přítomna v jednopohlavných samičích květech, naopak v samčích může být přítomen zakrnělý pestík, který se nazývá pistillodium. Staminodia mohou však být přítomna i vedle fertilních tyčinek v oboupohlavných květech. Mohou být přeměněna i na nektária nebo různé šupiny. V některých případech mohou být patyčinky petaloidní (napodobují korunu popř. okvětí), např. dosna (Canna).